# Fedir Samoilov
Fedir Samoilov (en ucraïnès: Федор Самойлов; Kíev, 1997) és un esportista ucraïnès que competeix en escalada. Va guanyar la medalla de bronze al Campionat del Món d'Escalada de 2021 en la prova combinada.
L'any 2022 va guanyar el 1r Open Sharma Series celebrat a Madrid quedant per davant d'Alberto Ginés en escalada en bloc.

## Palmarès internacional
| Campionat del Món | Campionat del Món | Campionat del Món | Campionat del Món |
| Any               | Lloc              | Medalla           | Prova             |
| ----------------- | ----------------- | ----------------- | ----------------- |
| 2021              | Moscou ( Rússia)  | 3                 | Combinada         |